# Kulltjärnet (Brunskogs socken, Värmland)
Kulltjärnet är en sjö i Arvika kommun i Värmland och ingår i Göta älvs huvudavrinningsområde.